# Frederick B. Llewellyn
Frederick Britton Llewellyn (* 16. September 1897 in New Orleans, Louisiana; † 10. Dezember 1971) war ein US-amerikanischer Elektrotechniker. 
Im Jahr 1915 besuchte er einen Lehrgang der Marconi School for Wireless Operators, verbrachte danach knapp drei Jahre in der Schifffahrt und war 1917 und 1918 in der Navy. 
Danach studierte Llewellyn am Stevens Institute of Technology unter Professor Alan Hazeltine und erwarb 1922 seinen Master. Nach einem Jahr als Laborassistent von Dr. F. K. Vreeland ging er 1923 zur Western Electric (ab 1925 Bell Labs), wo er im Rocky Point (im äußersten Nordosten der USA) am Langwellen-Transatlantik-Telefon arbeitete. 1924–1928 studierte er wieder an der Columbia University und erwarb seinen Ph. D. 
Er half bei der Entwicklung des ersten Schiff-Küsten-Telefondienstes, der 1929 auf der Leviathan eingeweiht wurde. In den 1930er-Jahren untersuchte er Rauschen in Vakuumröhren und ihr Verhalten bei sehr hohen Frequenzen. 1938 wurde er Fellow der American Physical Society.
Im Zweiten Weltkrieg diente er als Berater des Office of Secretary of War. Er und Edwin Howard Armstrong entwarfen einen empfindlichen Empfänger, mit dem vom Mond reflektierte Radar-Signale detektiert wurden (Project Diana). 
Nach dem Krieg war er beratender Ingenieur, hauptsächlich für militärische elektronische Systeme, 1956–61 Assistent des Präsidenten der Bell Labs, 1961–65 Angehöriger des Institute of Science and Technology an der University of Michigan und danach bis zu seiner Pensionierung 1967 Forschungsdirektor der Polytechnic Institute of New York University.
Von ihm und Peterson stammt eine Theorie der Elektronenröhren (Llewellyn-Peterson-Gleichungen).

## Werke
- F. B. Llewellyn: Vacuum tube electronics at ultra high frequencies, Proc. IRE, Band 21, 1933, S. 1532–1573
- F. B. Llewellyn: Note on vacuum tube electronics at ultra high frequencies, Proc. IRE, Band 23, 1935, S. 112–127
- F. B. Llewellyn: Operation of ultra high frequency vacuum tubes, Bell System Techn. J., Band 14, 1935, S. 632–665
- F. B. Llewellyn: Equivalent networks of negative grid vacuum tubes at ultra high frequencies, Bell Syst. Techn. J., Band 15, 1936, S. 575–586
- F. B. Llewellyn: Electron-Inertia Effects; Cambridge University Press, 1941
- F. B. Llewellyn, L. C. Peterson: Vacuum tube networks, Proc. IRE, Band 32, 1944, S. 144–166